# Branko Filip
Branko Filip (né le 18 mars 1975 à Novo mesto) est un coureur cycliste et directeur sportif slovène. Coureur professionnel de 1997 à 2004, il a notamment été champion de Slovénie du contre-la-montre en 1999.  Il devient ensuite entraîneur et directeur sportif. Il s'occupe d'abord de l'équipe junior d'Adria Mobil pendant sept ans et travaille également pour le Centre mondial du cyclisme de l'Union cycliste internationale. En 2012, il devient entraîneur de l'équipe nationale du Qatar. Il encadre l'équipe continentale turque Torku Şekerspor en 2017 et 2018. En 2019, il devient directeur sportif de l'équipe Adria Mobil,.

## Palmarès
- 1997
  - 3e du Grand Prix Kranj
- 1998
  - Tour de Slovénie
- 1999
  -  Champion de Slovénie du contre-la-montre
  - 3e du Tour d'Autriche
  - 3e du championnat de Slovénie sur route
- 2001
  - 3e du championnat de Slovénie sur route
- 2001
  - 2e du Poreč Trophy 4
  - 3e du Grand Prix Fred Mengoni
- 2003
  - 3e du Szlakiem Grodów Piastowskich
- 2004
  - 3e du Trofeo Zsšdi